# Pencoed
Pencoed è una comunità del Galles, nel distretto di contea di Bridgend, nel Regno Unito.
Situato a una ventina di Km dalla capitale del Galles, Cardiff, nelle vicinanze del fiume Ewenny.
Il centro ha una popolazione di circa 12.000 abitanti.
La città s'è sviluppata nel corso del XIX secolo, a causa dell'area mineraria.
Le miniere, oggi, sono tutte chiuse.
La città è formata da 3 frazioni distinte. A Nord c'è "Penprysg" (fine della boscaglia una regione collinare seguita dalla scarpata di Cefn Hirgoed.
A Ovest c'è "Hendre", (la città vecchia), che è sita tra la ferrovia e la zona di Ystadwaun (la brughiera piana).
La parte centrale della città si estende a est della linea ferrata e Felindre (il mulino comunale).
Numerosi torrenti attraversano l'area che si trova tra due fiumi principali: l'Ewenny Fawr (il grande Ewenny) e l'Ewenny Fach (il piccolo Ewenny). 
Al centro della città, nelle vicinanze della stazione, c'è il monumento ai caduti in guerra, (localmente conosciuto come "il monumento"), lo shopping centre, e il centro sociale: Pencoed Miners' Welfare Hall.
Più a Est sorgono i parchi tecnologici dove si trovano principalmente industrie biotecnologiche e di elettronica di precisione.
La città è ben provvista di campi sportivi, scuole, pub e club.
Il comune è gemellato con le città di Waldassen (Germania) e di Plouzané (Francia).